# Jean de Coras
Jean de Coras foi um humanista, calvinista, filósofo, professor universitário e jurista francês, que viveu durante os anos de 1515 a 1572. Viveu na cidade de Toulouse durante a maior parte de sua vida. Ficou muito conhecido por julgar o Caso Martin Guerre, sobre o qual escreveu o registro mais famoso Arrest Memorable du parlement de Tolose (1560). Nasceu no dia 3 de dezembro de 1515 em Réalmont, Albigeois, ele era o mais velho de quatro filhos e cresceu na cidade de Toulouse.

## Carreira acadêmica e profissional
Aos 13 anos de idade Coras já interpretava o direito civil de cátedra. Alguns anos mais tarde quando já era estudante de direito canônico e civil em Angers, Orleans e Paris, propuseram a ele diversas vezes que lecionasse direito, pois já tinha absorvido muitos conhecimentos e estava bem avançado. Foi para Pádua, onde propôs cem temas de dissertação aos seus examinadores e foi bastante reconhecido por suas ótimas respostas.
Em 1536, com 21 anos, estava no auge da sua carreira estudantil, pois defendeu sua tese de doutorado em Siena com Philippe Decius e buscou ser conhecido como “um grande luminar do direito”. Nesse intervalo, Coras disse que Decius apresentava sinais de envelhecimento e não se lembrava sequer dos termos jurídicos, levando muito tempo para ler uma frase de sua tese. Depois de um tempo finalmente ele conquistou seu título de doutor concedido por outro examinador; esse episódio mostrou que Coras deixaria que ninguém atrapalhasse sua carreira.
Depois de conseguir o título de Doutor, Coras saiu de Pádua e voltou para Toulouse (cidade onde cresceu) e entrou como regente em uma universidade, seus cursos de direito civil fizeram muito sucesso na época. Existem relatos de aluno como Usillis, que diz que as aulas do professor eram as que traziam mais multidões, no auditório haviam duas mil pessoas e relata ainda que “sua voz suave, fluente, clara e melodiosa” percorria com eloquência pela sala. Durante esses anos de fama precoce, ele manteve uma relação de outra ordem com o direito: tornou-se especialista no direito de Litigância.
Em 1545 ele é nomeado para uma cátedra e se muda com a família para a cidade de Valença, leciona direito de 1545 até 1549, depois da aula em Ferrara por dois anos, nesse meio tempo Coras escreve muitos manuscritos sobre desde seu casamento até a constituição do Estado.

## Família
Seu pai, também recebeu o nome de Jean de Coras, e era licenciado em direito, trabalhou como advogado no Supremo Tribunal. Sua mãe Jeanne de Termes faleceu em 1542 (em Réalmont), e deixou como herança para ele todos os seus bens e propriedades. Seu pai se opôs ao testamento e Jean de Coras filho o atacou na justiça. O caso foi julgado em 1544 pelo Tribunal de Toulouse, e reconheceram que era direito do Jean de Coras filho, a aquisição de todos os bens e propriedades, mas enquanto o pai estivesse vivo poderia em vida usufruir esses bens. Depois de um curto período eles se reconciliarem e Jean de Coras filho o dedicou uma obra em 1549. Coras se casou com Catherine Boysonné, filha de uma antiga família de magistrados em Toulouse, com ela ele teve dois filhos, sendo: Jeanne a primogênita e em seguida Jacques o caçula, e ele foi objeto de citação em uma discussão jurídica: "Ontem 13 de Abril de 1546 fiquei comovido com uma alegria incrível pois tornei-me por meio de nossa florescente Catherine pai de um filhinho". Jean ainda citou em sua obra de direito De ritu nupiarum ter "um casamento afortunado" para a sua felicidade.
Em 1553 sua mulher, Catherine Boysonné faleceu, e em um período de luto ele sai de Ferrara e volta para Toulouse, lá Henrique II aproveitou que Jean havia retornado para a França e o consultou sobre as negociações que tinha feito com o Duque e o Cardeal de Ferrara, logo concedeu a ele o cargo que almejava e em fevereiro de 1553, Jean prestou juramento como conselheiro do Supremo Tribunal (lugar onde seu pai ocupou por muitos anos cargo de advogado, se é que ainda não estava ocupando).
Sete anos antes de ser juiz e do caso Martin Guerre, sua vida teve novas mudanças, ele começou a se interessar cada vez mais pelas causas protestantes e casou-se novamente, suas obras começaram a ter outra perspectiva. O segundo casamento de Jean foi com Jacquette de Brussi, viúva também, mas sem filhos do primeiro casamento, e também não chegou a ter filhos com Coras mas virou uma mãe para Jacques e sempre o chamou de "meu filho". Jacquette era sua prima e sobrinha de um presidente do tribunal. Jean é absurdamente apaixonado por ela, e em cartas esse amor que quase o enlouqueceu fica em evidência, a amada mora em Réalmont e ele já está atuando em Toulouse então conversavam muito por cartas, e mesmo com a saúde um pouco debilitada Jacquette administrava muito bem toda a sua herança. O casal estava super engajado em sua nova religião: a protestante.

## Religião
Em 1560, quando Jean assumiu o cargo em La Tournele, tinha quarenta e cinco anos e estava no auge de sua carreira, estava moldando uma carreira brilhante mas seu compromisso com o protestantismo era maior. Finalmente quando teve contato com o caso de “Martin Guerre”, encontrou nele algumas de suas qualidades, pois por mais que Martin fosse um simples camponês, era ponderado, inteligente e eloquente, e um dos motivos que podia causar toda essa simpatia era a mesma religião, protestante.

## Morte
Coras foi uma das vítimas dos distúrbios gerados pelas guerras religiosas que permeavam a Europa, pouco tempo depois do trágico massacre da noite de São Bartolomeu, Jean de Coras, Antoine de Lacger e François de Ferrières - membros do Parlamento e protestantes - foram presos no convento dos Carmelitas, em Toulouse e mortos no dia 4 de outubro de 1572. François de Noz, senhor de Vigoulet, conhecido como simpatizante do protestantismo, aceitou que estes fossem enterrados em suas terras, em um espaço plano e calmo.

## Atuação no caso Martin Guerre
O caso Martin Guerre foi julgado pela corte de Rieux, mas logo após Arnaud du Tilh ser declarado como culpado, este apelou imediatamente pela sentença do Supremo Tribunal de Toulouse, alegando ser inocente e assim foi conduzido sob escolta para a cidade.
Neste tribunal estava Jean de Coras, conhecido por suas muitas obras de direito, ainda não era considerado um forte simpatizante da causa reformista, mas logo se tornaria, junto á François de Ferrières e Pierre Robert, também conselheiros. Jean de Coras foi designado pela Câmara como relator, e deveria redigir um relatório e propor um desfecho para o processo, mas antes, Coras e Ferrières foram solicitados para interrogar os envolvidos e no verão de 1560, Coras pôde montar o relatório.
O caso Guerre chegou em um período onde Coras não estava tão ativo em sua carreira jurídica; acabara de terminar o grande tratado De iure Arte, e contentava-se em manter distância dos casos que envolviam conflitos religiosos.
A análise dos depoimentos das testemunhas foi sistemática, Coras acreditou que desta forma conseguiria uma análise diferente da proposta em Rieux. Estava certo de sua apresentação, montou sua decisão com as opiniões a favor do prisioneiro, mas não contava com um acontecimento que mudou todo o final desta história: a volta do verdadeiro Martin Guerre,  ele então se dá conta de que estava prestes a cometer um erro.Coras e Ferrières voltaram aos interrogatórios, mas desta vez com os dois homens (o verdadeiro e falso Martin), onde foi possível perceber sinais de nervosismo por parte do réu. Jean de Coras redige então a sua sentença final e a Câmara Criminal considera o seu relatório. Não havia no direito francês nenhum texto que pudesse orientá -lo, mas seguindo os seus conhecimentos, condenou o acusado à confissão pública e depois a morte.

## Dos coxos
Michel de Montaigne menciona o caso de Toulouse em um de seus ensaios (Dos coxos), apenas de forma ocasional. Em todo o ensaio aparecem vestígios sobre Coras e seu livro (Arrest memorable). Sua menção se dá na discussão sobre a dificuldade de se saber o que é verdadeiro ou falso, ressaltando que no caso Guerre faltou evidências concretas, e para ele a decisão de Coras foi equivocada já que não podia se reverter uma sentença de morte, adiciona ainda uma crítica ao posicionamento da corte que aceitou prontamente a sentença de Coras: “A corte não está entendendo nada”.

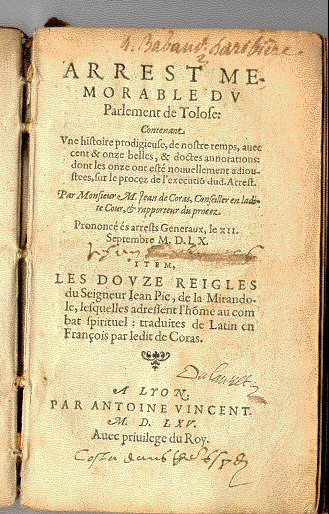
Página de rosto do livro Arrest Memorable escrito por Jean de Coras onde relata o caso Martin Guerre.

## Obras
Mesmo após sua morte, seus livros continuavam a ser publicados e utilizados, principalmente por juristas, ou ainda quando a discussão era sobre o verdadeiro e falso, neste caso a obra que mais circulou foi Arrest memorable (Arrest memorable, du parlement de Tolose, Contenant une histoire prodigieuse, de nostre temps, avec cent belles, & doctes Annotations, de monsieur maistre Jean de Coras, Conseiller en ladite Cour, & rapporteur du proces. Prononcé es Arrestz Generaulx le xii. Septembre M. D. LX. A Raison cede), esta se trata do relatório escrito por Coras sobre o caso Martin Guerre.
Algumas de suas obras mais renomadas apresentam conteúdos variados acerca do jurídico: Paraphraze sur l’Edict des Mariages clandestinement contractez (1572), trata sobre leis de casamento, Tractatus De Iuris Arte (1582), entre outras.